# Cascavel Olympians
O Cascavel Olympians, é um um clube de futebol americano, da cidade de Cascavel, Paraná. Foi fundado em 16 de Janeiro de 2008, suas cores são o amarelo e roxo e manda seus jogos no Centro Esportivo Ciro Nardi. Atua no Campeonato Paranaense, Campeonato Paranaense (Playoffs), Copa Fronteira, Copa Sul.
Em Novembro de 2023, o Cascavel Olympians firmou uma parceria com o Futebol Clube Cascavel, visando aumentar a visiilidade da cidade, com a junção dos clubes.

## Titulos
|  | Campeonato     | Títulos | Temporada |
|  | -------------- | ------- | --------- |
|  | ESTADUAIS      |         |           |
|  | Divisão Oeste  | 1       | 2022      |
|  | Copa Fronteira | 1       | 2019      |

### Campanhas de Destaque
Vice Campeão da Copa Parana:2022
Vice campeão do Parana Bowl:2022
Vice campeonato da Copa Fronteira:2016